# Fridtjof Røinås
Fridtjof Rasin Røinås (2 augustus 1994) is een Noors wielrenner die anno 2019 rijdt voor Joker Fuel of Norway.

## Overwinningen
2012
 Noors kampioen op de weg, Junioren
2015
3e etappe Ronde van Oost-Bohemen
2016
3e etappe Ronde van Loir-et-Cher
2019
Bergklassement Ronde van Denemarken

## Ploegen
- 2013 –  Team Plussbank
- 2014 –  Team Sparebanken Sør
- 2015 –  Team Sparebanken Sør
- 2016 –  Team Sparebanken Sør
- 2017 –  Team Sparebanken Sør
- 2018 –  Joker Icopal
- 2019 –  Joker Fuel of Norway

Aasvold · Enger · Erland · Hodnebrog · Hoem · Jansen · Johansson · Larsen · Lunke · Mørland · Røinås · Schmidt · Vangstad (stagiair)
Aasvold · Enger · Erland · Hodnebrog · Hoem · Jansen · Kaggestad · Larsen · Lunke · Mørland · Røinås · Schmidt · Vangstad
Aasheim · Dahl · Evensen · Forfang · Hagen · Hoelgaard · Hoem · Knotten · Røinås · Skjerping · Tiller · Vangstad